# Aleksandr Feklisov
Aleksandr Semiónovich Feklisov (Ruso: Александр Семёнович Феклисов; 9 de marzo de 1914 – 26 de octubre de 2007) fue un espía soviético, agente de la NKVD que reclutó a Julius Rosenberg y Klaus Fuchs, entre otros.

## Biografía
Feklisov nació en el seno de una familia de ferroviarios. En 1939 se graduó en la Facultad de radio del Instituto de Comunicaciones de Moscú, y poco después fue enviado a una escuela de formación de la Dirección General de Seguridad del Estado, donde se especializó en los Estados Unidos.
Desde 1941 hasta 1946 Feklisov trabajó en el consulado soviético en Nueva York, primero como operador de radio y después como oficial de campo. Su supervisor fue el oficial senior NKVD Anatoli Yatskov (alias Yakovlev). Parte de los deberes de Feklisov se incluían reclutar espías de aquellos que simpatizan con el Partido Comunista de los Estados Unidos y su aparato secreto auxiliar.
Rosenberg se encontraba algunos reclutas destacados. Entre 1943 y 1946, Feklisov reportó al menos 50 reuniones con Rosenberg. Afirmó que Rosenberg proporcionó información importante de alto secreto sobre electrónica y ayudó a organizar una red de espionaje industrial para Moscú, pero que "no entendía nada sobre la bomba atómica". Feklisov declaró que Ethel Rosenberg, como "en período de prueba", no se reunió directamente con su agente soviético. También afirmó que ella "no tuvo nada que ver con esto" y que era "completamente inocente". Feklisov escribió en una ocasión que Julius Rosenberg era el único agente al que consideraba un amigo cercano. En respuesta, le dijo a Feklisov que sus reuniones fueron "uno de los momentos más felices de mi vida". Feklisov también reclutó a Joel Barr y Alfred Sarant, otros dos miembros del círculo de espías atómicos soviéticos. En abril de 1950 Feklisov volvió a la Unión Soviética.
Feklisov fue transferido de vuelta a Estados Unidos y se convirtió en el "Rezident" de Washington D. C., o Jefe de Estación del KGB, de 1960 a 1964. Su nombre encubierto en ese momento era "Aleksandr Fomin". Como "Rezident" de la PGU KGB, Feklisov (Fomin) propuso lo que se convirtió en la base para resolver la Crisis de los Misiles de Cuba: retirar los misiles de Cuba a cambio de la promesa de que Estados Unidos no invadiría la isla.
Feklisov murió el 26 de octubre de 2007 en Moscú a los 93 años.

## Obras
- Feklisov, Alexander, The Man Behind the Rosenbergs: Memoirs of the KGB Spymaster Who Also Controlled Klaus Fuchs and Helped Resolve the Cuban Missile Crisis, New York: Enigma Books, 2001.  ISBN 1-929631-08-1
- Trahair, Richard C.S. and Robert Miller, Encyclopedia of Cold War Espionage, Spies, and Secret Operations, New York: Enigma Books, 2009.  ISBN 978-1-929631-75-9
- http://www.warheroes.ru/hero/hero.asp?Hero_id=4853